# 조원광
조원광(趙源光, 1985년 8월 23일 ~ )은 대한민국의 축구 선수로서 포지션은 수비수이다. 원래는 공격수였으나 2010년 제주 유나이티드로 이적하면서 포지션을 수비수로 변경했다.

## 클럽 경력
조원광은 2001년 2월 당시 안양 LG 치타스의 키프로스 전지 훈련에 참여하여 2001년 입단으로 알려졌으나 정식 입단 계약일은 2001년 11월 6일에 하였으며 2002 시즌에 공식 선수 등록을 하였다.
2003년 말부터 이적작업을 진행하다, 2004년 2월 소쇼 입단이 확정되었다.
2006년 말까지 3년 계약을 채우지 못 하고 2006년 봄에 국내로 복귀하여 무적 선수로 지내며 J리그 등 여러 구단에 입단 시도를 하다 2007년 초부터 입단 테스르틀 받아온 인천 유나이티드에 2007년 5월 입단이 확정되었다.

## 참고 자료
- 비운의 축구선수 지금 어디에<마지막 편> ‘축구천재’ 조원광
- 리와人드 조원광 "맨유 러브콜? 더 미련 남는 건 프랑스 생활"